# Antoni Suñé i Font
Antoni Suñé i Font (Sant Fost de Campsentelles, Vallès Oriental, 22 de juny de 1901 - Mollet del Vallès, Vallès Oriental, 31 d'octubre de 1989) fou un compositor de sardanes català.
Fill d'una família emprenedora, treballadora i culta, nasqué a cal Noi Xic de Sant Fost de Campsentelles. Quan va arribar a Mollet del Vallès a l'edat de 12 anys, va començar a treballar a la Pelleria. Fou un compositor de sardanes, instrumentista de piano, acordió i professor de música. És autor de 373 sardanes, de diverses obres corals, simfòniques, religioses i instrumentals. Alguns exemples de les seves Sardanes són: Sol de juny, La pubilla de casa, Consol, Sóc molletana, La roureda, etc.
Va ser director de la Coral El Clavell de Mollet del Vallès entre el 1929 i 1973. Vinculat a l'església de la població, va escriure els Goigs de Sant Vicenç, patró de la vila de Mollet. També va escriure els Goigs a llaor de Sant Victorià màrtir, patró de La Cau de Sant Esteve d'en Bas. Per iniciativa de la Junta de la Coral El Clavell presidida aleshores per Zacarías Egea, li fou dedicada una plaça amb el seu nom per la seva dedicació a la mateixa Coral. Aquesta fou inaugurada el 13 d'octubre de 1968.

## Obres
Es conserven obres seves al fons musical Suñe, a la Casa Antiga de Joan Abelló, que fa d'annex al Museu Abelló:
- 9 Simfonies
- 1 Concert per a piano i orquestra
- 5 Quartets
- 1 Sarsuela "Engracia"
- 1 Coral
- Fantasies i Cançons
- 373 Sardanes
- 1 Comunió
- 2 Ballables
- 3 Valses
- 4 Misses
- 125 Joguines musicals
- 9 Goigs
- 4 Músiques Religioses